# Heinrich Diepold Georg Freiherr von Lüttwitz
Baron Heinrich Diepold Georg von Lüttwitz, nemški general, * 6. december 1896, † 9. oktober 1969.